# 新旭駅 (江若鉄道)
新旭駅（しんあさひえき）は、かつて滋賀県高島郡新旭町大字北畑（現在の高島市新旭町北畑）にあった江若鉄道の駅（廃駅）。

## 歴史
当駅は1931年（昭和6年）1月、江若鉄道の安曇 - 近江今津間の開通に合わせて開業した。この区間は当初1930年（昭和5年）8月末の開通を見込んでいたものの、安曇駅と当駅との間にある安曇川橋梁の架設に時間を要したことなどから開通が翌年にずれ込むこととなった。開業当初の駅名は当時の村名（高島郡新儀村）をとって新儀駅（しんぎえき）としたが、村が1955年（昭和30年）に合併して新旭町となると、駅名もそれに従って改称されている。
江若鉄道は1969年（昭和44年）10月31日をもって営業を終了し、当駅も翌11月1日に廃止された。

### 年表
- 1931年（昭和6年）1月1日：安曇駅から近江今津駅までの延伸開業に伴い、新儀駅として高島郡新儀村に開業[5][6]。
- 時期不詳：新旭駅に改称[7]。
- 1969年（昭和44年）11月1日：駅廃止[5]。

## 駅構造
新旭駅は2面のホームが線路を挟んで向かい合う相対式ホームという構造であった。列車交換が可能な交換駅である。旅客と貨物の双方を取り扱うことができた一般駅であり、駅には側線や貨物上屋が設けられていた。
駅員が配置されていた有人駅である。
| ← 浜大津 方面 | 新旭駅 配線略図 | → 近江今津 方面 |
| 凡例 出典:    |                 |                 |

## 利用状況
開業から数年間の年間乗降客数・貨物取扱量の状況は以下の通り。
| 年間の旅客および貨物の取扱量 | 年間の旅客および貨物の取扱量 | 年間の旅客および貨物の取扱量 | 年間の旅客および貨物の取扱量 | 年間の旅客および貨物の取扱量 | 年間の旅客および貨物の取扱量 |
| 年                           | 旅客                         | 旅客                         | 貨物                         | 貨物                         | 出典                         |
| 年                           | 乗車                         | 降車                         | 発送                         | 到着                         | 出典                         |
| ---------------------------- | ---------------------------- | ---------------------------- | ---------------------------- | ---------------------------- | ---------------------------- |
| 1931年                       | 30,132人                     | 29,870人                     | 1,098トン                    | 1,023トン                    | [ 13 ]                       |
| 1934年                       | 33,371人                     | 33,613人                     | 1,257トン                    | 1,860トン                    | [ 14 ]                       |
| 1935年                       | 35,413人                     | 35,432人                     | 876トン                      | 1,780トン                    | [ 15 ]                       |
| 1936年                       | 39,609人                     | 39,519人                     | 1,062トン                    | 1,879トン                    | [ 16 ]                       |

## 駅周辺
駅の所在地である北畑やその周辺は新旭町の中心部で、町役場や中学校、銀行など町の公共施設や商店が集積していた。ただ駅の周辺に人家は見られなかった。
駅があった場所は、江若鉄道の廃線後に開業した湖西線の新旭駅から500メートルほど南方にあたり、2015年現在は大津第一交通高島営業所が付近に立地している。

## 隣の駅
江若鉄道
江若鉄道線
安曇川駅 - 新旭駅  - 饗庭駅